# Giorgio II di Georgia
Giorgio II Bagration (in georgiano გიორგი II?, Giorgi II; XI secolo – 1112) fu re della Georgia dal 1072 fino al 1089, anno della sua abdicazione. Incapace di affrontare efficacemente i costanti attacchi dei turchi selgiuchidi e sopraffatto dai problemi interni al suo regno, Giorgio II fu costretto ad abdicare in favore dell'energico figlio Davide IV, insieme al quale rimase il formale co-governante fino alla propria morte nel 1112. Egli possedette anche gli alti titoli bizantini di curopalate (1060) e di cesare (1081).

## Biografia

### Lo scontro tra Bagrat e Liparit
La data di nascita di Giorgio II è ignota. Egli nacque dall'unione tra il re georgiano Bagrat IV e Borena d'Alania. La sua infanzia coincise con il periodo della guerra civile tra Bagrat IV ed il signore feudale Liparit IV di Kldekari, il quale riuscì temporaneamente ad avere la meglio costringendo Bagrat IV a fuggire a Costantinopoli. In assenza del sovrano legittimo, Liparit incoronò il piccolo Giorgio II come re nella cattedrale di Ruisi, sotto la reggenza della sorella di Bagrat, Gurandukht (1050 o 1053). Di fatto Liparit divenne il padrone di quasi metà del regno georgiano.
Nel 1060 Bagrat IV riuscì a riconquistare il proprio regno e fece di Giorgio II il suo erede apparente, a cui l'imperatore bizantino assegnò il titolo di curopalate. Nel 1070 il principe Giorgio, a capo di un esercito combinato georgiano-alano, inflisse una determinante sconfitta all'emiro shaddadide di Arran, Al Fadl II, e saccheggiò i suoi possedimenti a Ganja.

### Il regno e le invasioni selgiuchidi
Giorgio II divenne re di Georgia dopo la morte di suo padre nel 1072 e ricevette il titolo di nobelissimos e poi quello di sebastos dall'imperatore bizantino. Un anno dopo fronteggiò una seria rivolta aristocratica guidata da Kvabulis-dze, Ivane I di Kldekari e Vardan di Svanezia. Sebbene vittorioso, il re dovette comprare la lealtà dei ribelli attraverso l'elargizione di proprietà fondiarie aggiuntive.
Successivamente la Georgia fu attaccata dai turchi selgiuchidi, i quali si riveleranno essere la principale minaccia al regno di Giorgio II. In seguito alla devastazione della Cartalia (Georgia centrale), avvenuta nel 1073 ad opera del sultano selgiuchide Alp Arslan, nel 1074 Giorgio II respinse con successo un tentativo d'invasione. Il re si assicurò anche il formale recupero dei territori di Tao e di Tayk (Thema d'Iberia), regioni di frontiera che erano state oggetto di aspra contesa tra la Georgia e l'Impero bizantino nella prima parte dell'XI secolo. Giorgio ne ottenne il controllo dal governatore bizantino Grigorios Pakourianos, il quale aveva iniziato ad evacuare la regione poco dopo la disastrosa sconfitta inflitta dai selgiuchidi ai bizantini a Manzicerta nel 1071.

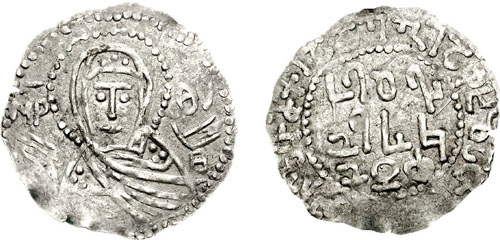
Moneta di Giorgio II (1081-1089)

Giorgio fu insignito del titolo bizantino di cesare e gli furono affidate la fortezza di Kars e la difesa dei confini orientali dell'Impero. Tuttavia, ciò non servì a fermare l'avanzata dei selgiuchidi. Nel 1076 il nuovo sultano, Malik Shah I, attaccò la Georgia e ridusse molti insediamenti in rovina. Tormentato dal massiccio afflusso turco, conosciuto nella storiografia georgiana come "didi turkoba" (o "Grande invasione turca") e verificatosi dal 1079-1080 in avanti, Giorgio II fu spinto a sottomettersi a Malik Shah I, al fine di assicurare un prezioso grado di pace al prezzo del pagamento di un tributo annuale.
Giorgio II fu anche abile a guadagnare il supporto militare selgiuchide nella sua campagna tesa a riconquistare il regno di Cachezia, che per molto tempo aveva resistito ai tentativi d'annessione posti in essere dai Bagrationi. Tuttavia, stanco per il lungo assedio alla roccaforte di Vezhini, Giorgio abbandonò la campagna quando cominciò a cadere la neve. Si diresse poi verso le foreste di Ajameti per alleviare il proprio disappunto grazie alla caccia. Nel frattempo gli ausiliari selgiuchidi rafforzarono l'assedio e saccheggiarono la fertile valle dello Iori. A questo punto Aghsartan I, re di Cachezia, andò a dichiarare la propria sottomissione al sultano e, in segno di lealtà, abbracciò la religione islamica. In tal modo si assicurò la protezione selgiuchide contro le aspirazioni territoriali della corona georgiana.

### Il mistero dell'abdicazione
L'indeciso carattere di Giorgio II, le sue incompetenti decisioni politiche ed il giogo selgiuchide condussero il regno georgiano ad una profonda crisi, la quale raggiunse il suo apice all'indomani di un disastroso terremoto che colpì la Georgia nel 1088. L'anno seguente il sovrano abdicò a favore del suo vigoroso figlio sedicenne, Davide IV. Questo passaggio di consegne è avvolto nel mistero ed è menzionato solo accidentalmente nelle Cronache georgiane. L'unica cosa documentata è che Giorgio incoronò suo figlio come re con le proprie mani. Dopo questo evento egli scompare dalle cronache. Giorgio è inoltre menzionato in alcune preghiere risalenti al 1203 come "re dei re e cesare di tutto l'Oriente e l'Occidente". Molto probabilmente egli fu costretto ad abdicare dai suoi nobili, nel corso di una congiura di palazzo orchestrata dal potente ministro e vescovo Giorgi Chkondideli. Secondo lo storico Cyril Toumanoff il re morì nel 1112.

## Famiglia
Giorgio II sposò una certa Elene, di cui non si sa molto. Il loro unico figlio fu Davide IV.

## Ascendenza
|                       |   |                             | Genitori |  |  | Nonni |  |  | Bisnonni              |  |  | Trisnonni         |  |
|                       |   |                             |          |  |  |       |  |  | Bagrat III di Georgia |  |  | Gurgen di Georgia |  |
|                       |   |                             |          |  |  |       |  |  | Bagrat III di Georgia |  |  | Gurgen di Georgia |  |
|                       |   | Gurandukht                  |          |  |  |       |  |  | Bagrat III di Georgia |  |  |                   |  |
| Giorgio I di Georgia  |   |                             |          |  |  |       |  |  | Bagrat III di Georgia |  |  |                   |  |
|                       |   | Marta                       | …        |  |  |       |  |  |                       |  |  |                   |  |
|                       |   | Marta                       | …        |  |  |       |  |  |                       |  |  |                   |  |
|                       |   | Marta                       | …        |  |  |       |  |  |                       |  |  |                   |  |
| Bagrat IV di Georgia  |   | Marta                       |          |  |  |       |  |  |                       |  |  |                   |  |
|                       |   | Giovanni-Senekerim Artsruni | …        |  |  |       |  |  |                       |  |  |                   |  |
|                       |   | Giovanni-Senekerim Artsruni | …        |  |  |       |  |  |                       |  |  |                   |  |
|                       |   | Giovanni-Senekerim Artsruni | …        |  |  |       |  |  |                       |  |  |                   |  |
| Mariam di Vaspurakan  |   | Giovanni-Senekerim Artsruni |          |  |  |       |  |  |                       |  |  |                   |  |
|                       |   | …                           | …        |  |  |       |  |  |                       |  |  |                   |  |
|                       |   | …                           | …        |  |  |       |  |  |                       |  |  |                   |  |
|                       |   | …                           | …        |  |  |       |  |  |                       |  |  |                   |  |
| Giorgio II di Georgia |   | …                           |          |  |  |       |  |  |                       |  |  |                   |  |
|                       | … | …                           |          |  |  |       |  |  |                       |  |  |                   |  |
|                       | … | …                           |          |  |  |       |  |  |                       |  |  |                   |  |
|                       | … | …                           |          |  |  |       |  |  |                       |  |  |                   |  |
| …                     | … |                             |          |  |  |       |  |  |                       |  |  |                   |  |
|                       |   | …                           | …        |  |  |       |  |  |                       |  |  |                   |  |
|                       |   | …                           | …        |  |  |       |  |  |                       |  |  |                   |  |
|                       |   | …                           | …        |  |  |       |  |  |                       |  |  |                   |  |
| Borena d'Alania       |   | …                           |          |  |  |       |  |  |                       |  |  |                   |  |
|                       |   | …                           | …        |  |  |       |  |  |                       |  |  |                   |  |
|                       |   | …                           | …        |  |  |       |  |  |                       |  |  |                   |  |
|                       |   | …                           | …        |  |  |       |  |  |                       |  |  |                   |  |
| …                     |   | …                           |          |  |  |       |  |  |                       |  |  |                   |  |
|                       |   | …                           | …        |  |  |       |  |  |                       |  |  |                   |  |
|                       |   | …                           | …        |  |  |       |  |  |                       |  |  |                   |  |
|                       |   | …                           | …        |  |  |       |  |  |                       |  |  |                   |  |
|                       |   | …                           |          |  |  |       |  |  |                       |  |  |                   |  |